# Тиранчик-чубань бразильський
Тира́нчик-чуба́нь бразильський (Lophotriccus eulophotes) — вид горобцеподібних птахів родини тиранових (Tyrannidae). Мешкає в Південній Америці.

## Поширення і екологія
Бразильські тиранчики-чубані мешкають на південному заході бразильської Амазонії, в басейні річки Пурус, на південному сході Перу та на північному заході Болівії в департаменті Пандо. Вони живуть в підліску вологих рівнинних тропічних лісів та в заболочених лісах, в бамбукових заростях Guadua. Зустрічаються на висоті до 500 м над рівнем моря.